# 臺灣瓦斯
25°02′41″N 121°30′12″E / 25.044624°N 121.503266°E臺灣瓦斯株式會社為台灣日治時期位於臺北市的瓦斯公司，從事燃料瓦斯的製造、供給和販售。其最初成立於1911年，後來併入臺灣電力株式會社，之後又於1934年獨立設置。其在二戰後改組為改組為「臺北市煤氣有限公司」，位於臺北市萬華區的部分設施，在2005年被打造為「臺北市電影主題公園」。

## 介紹
臺灣瓦斯株式會社最初由秋山義一創立於1911年，本社位於臺北城內小南門街，於同年11月3日開業。後來因第一次世界大戰造成煤炭原料價格飛漲，臺灣瓦斯在面臨經營困難下，由臺灣總督府於1918年7月5日收買轉為官營，其事業併入「臺灣總督府作業所」，後來亦隨其改組為臺灣電力株式會社下的瓦斯事業。因瓦斯需求用戶逐漸增加，其在1934年5月1日自臺灣電力株式會社瓦斯營業所中獨立為「臺灣瓦斯株式會社」，社長為辻本正春，董事有後宮信太郎、林獻堂、越智寅一、木村泰治、能澤外茂吉、緒方瀧治。第一期計畫包含臺北市、高雄市和基隆市，計畫戶數共7,900戶。第二期計畫包含台南市、台中市和嘉義市。1937年2月開始在高雄市供給瓦斯。
| 名稱             | 位置               |
| ---------------- | ------------------ |
| 臺灣瓦斯本社     | 臺北市濱町二丁目13 |
| 東部供應所       | 臺北市大安龍安坡1  |
| 焦炭(骸炭)販賣所 | 臺北市濱町二丁目3  |
| 高雄營業所       | 高雄市苓雅寮38     |
| 比律賓支社       | 馬尼拉市           |
| 香港支社         | 香港市東昭和通     |

## 戰後
臺灣瓦斯株式會社在戰後由臺灣省行政長官公署工礦處接收，於1946年移交予臺北市公用事業管理處；在1951年改組為市營的「臺北市煤氣有限公司」，主要製造煤球提供家戶使用。1964年，臺北市煤氣有限公司由以新光集團為主的投資人合資價購，改名為「大台北區瓦斯公司」。後來因不敵天然氣的競爭，萬華的工廠於1967年停工後便長期閒置。臺北市政府在2001年將此土地該闢為公園，並於2005年將舊時的廠房、煙囪、煉焦爐等設施共同打造為「臺北市電影主題公園」。

## 瓦斯槽

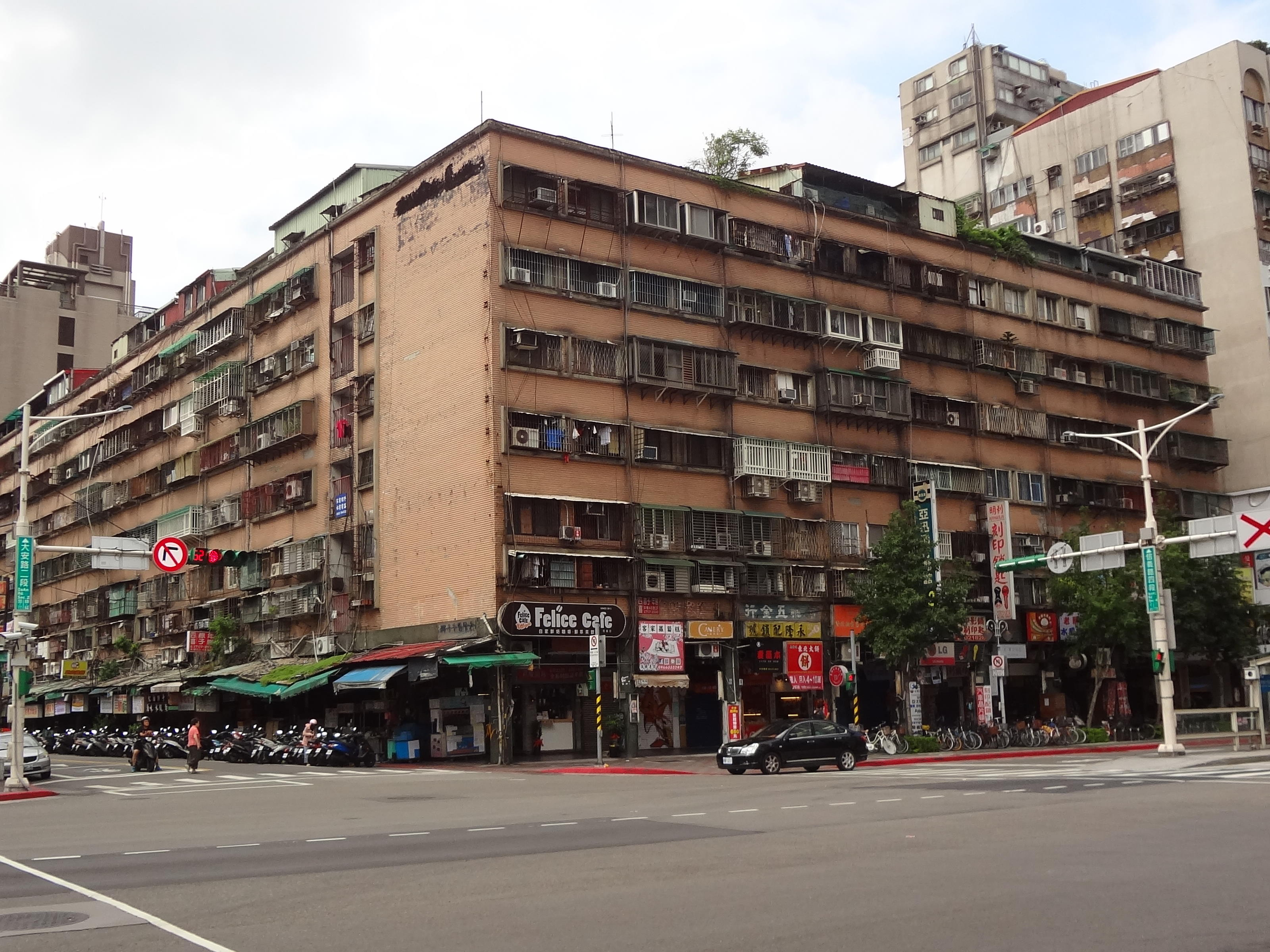
臺北市信義路四段的信維市場

臺北市信義路四段有瓦斯槽一座，俗稱油槽，廢棄後改建為信維市場。 （页面存档备份，存于）